# Isa Eminhaziri
Isa Agim Eminhaziri (ur. 9 sierpnia 1987 w Djakowicy) – kosowski piłkarz.